# La Forêt-Fouesnant
La Forêt-Fouesnant település Franciaországban, Finistère megyében. Lakosainak száma 3485 fő (2022. január 1.). La Forêt-Fouesnant Fouesnant, Concarneau, Saint-Évarzec és Saint-Yvi községekkel határos.

## Népesség
A település népességének változása:
| Lakosok száma | 1778 | 2148 | 2369 | 3161 | 3252 | 3289 | 3366 | 3438 | 3459 | 3485 |
|               | 1968 | 1982 | 1990 | 2006 | 2013 | 2015 | 2017 | 2019 | 2020 | 2022 |